# Amstel Gold Race 1978
La 13ª edición de la Amstel Gold Race se disputó el 25 de marzo de 1978 en la provincia de Limburg (Países Bajos). La carrera constó de una longitud total de 230 km, entre Heerlen y Meerssen.
El vencedor final fue el holandés Jan Raas (TI-Raleigh) fue el vencedor de esta edición al imponerse al esprint en la línea de meta de Heerlen. El italiano Francesco Moser (Sanson-Campagnolo) y el también holandés Joop Zoetemelk (Miko-Mercier-Hutchinson) fueron segundo y tercero respectivamente. 
Esta fue la segunda victoria de Raas en esta carrera de las cinco que conseguiría.

## Clasificación final
| Pos. | Ciclista         | Equipo                  | Tiempo     |
| ---- | ---------------- | ----------------------- | ---------- |
| 1    | Jan Raas         | TI-Raleigh              | 6h 05' 03" |
| 2    | Francesco Moser  | Sanson-Campagnolo       | + 1' 16"   |
| 3    | Joop Zoetemelk   | Miko-Mercier-Hutchinson | m. t.      |
| 4    | Freddy Maertens  | Flandria-Velda-Lano     | m. t.      |
| 5    | Hennie Kuiper    | TI-Raleigh              | m. t.      |
| 6    | Gerrie Knetemann | TI-Raleigh              | + 4' 02"   |
| 7    | Gregor Braun     | Peugeot-Esso-Michelin   | m. t.      |
| 8    | Leo van Vliet    | Miko-Mercier-Hutchinson | + 4' 36"   |
| 9    | Dietrich Thurau  | Ijsboerke-Gios          | + 5' 04"   |
| 10   | Bernard Bourreau | Peugeot-Esso-Michelin   | m. t.      |